# Evangelický hřbitov v Jimramově
Evangelický hřbitov v Jimramově se nachází v centru městyse Jimramov při Panské ulici u evangelického kostela. Historické náhrobky jsou spolu s kostelem prohlášeny kulturní památkou.
Původně reformovaný (kalvínský) hřbitov vznikl roku 1790 rozdělením dosavadního hřbitova mezi evangelíky a katolíky. Hřbitov byl v roce 1820 rozšířen a roku 1830 byla postavena kolem hřbitova kamenná zeď. Další úprava hřbitova proběhla kolem roku 1900 a znovu v roce 1922.
K význačným osobnostem, pohřbeným na jimramovském evangelickém hřbitově, patří superintendent Michal Blažek († 1827) či profesor Emil Mašík († 1925). Z hlediska uměleckého stojí za pozornost secesní pomník od sochaře Julia Pelikána u hrobu jeho spolužáka Vladimíra Chrousta († 1909).

## Galerie

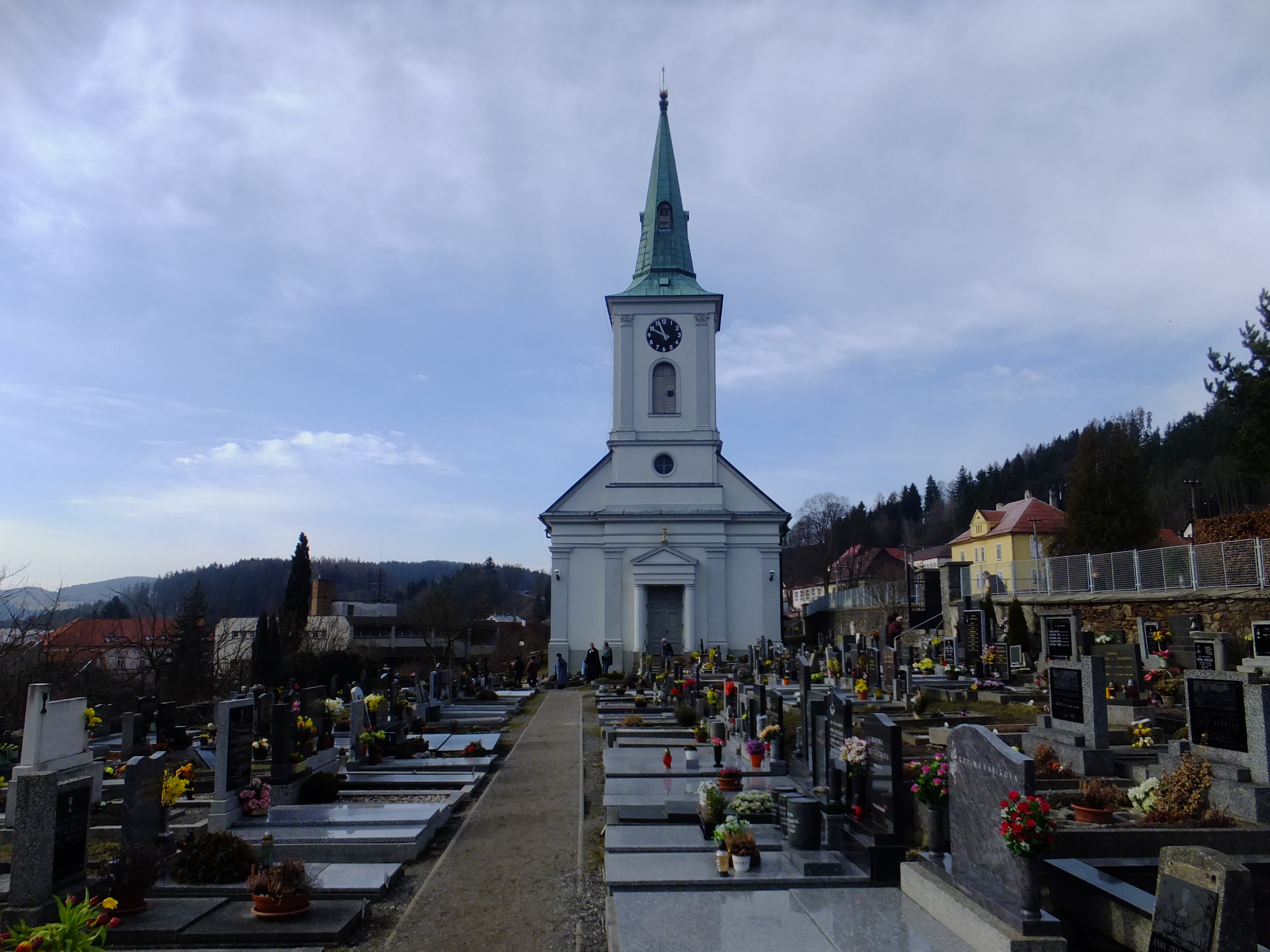
Pohled na hřbitov s kostelem
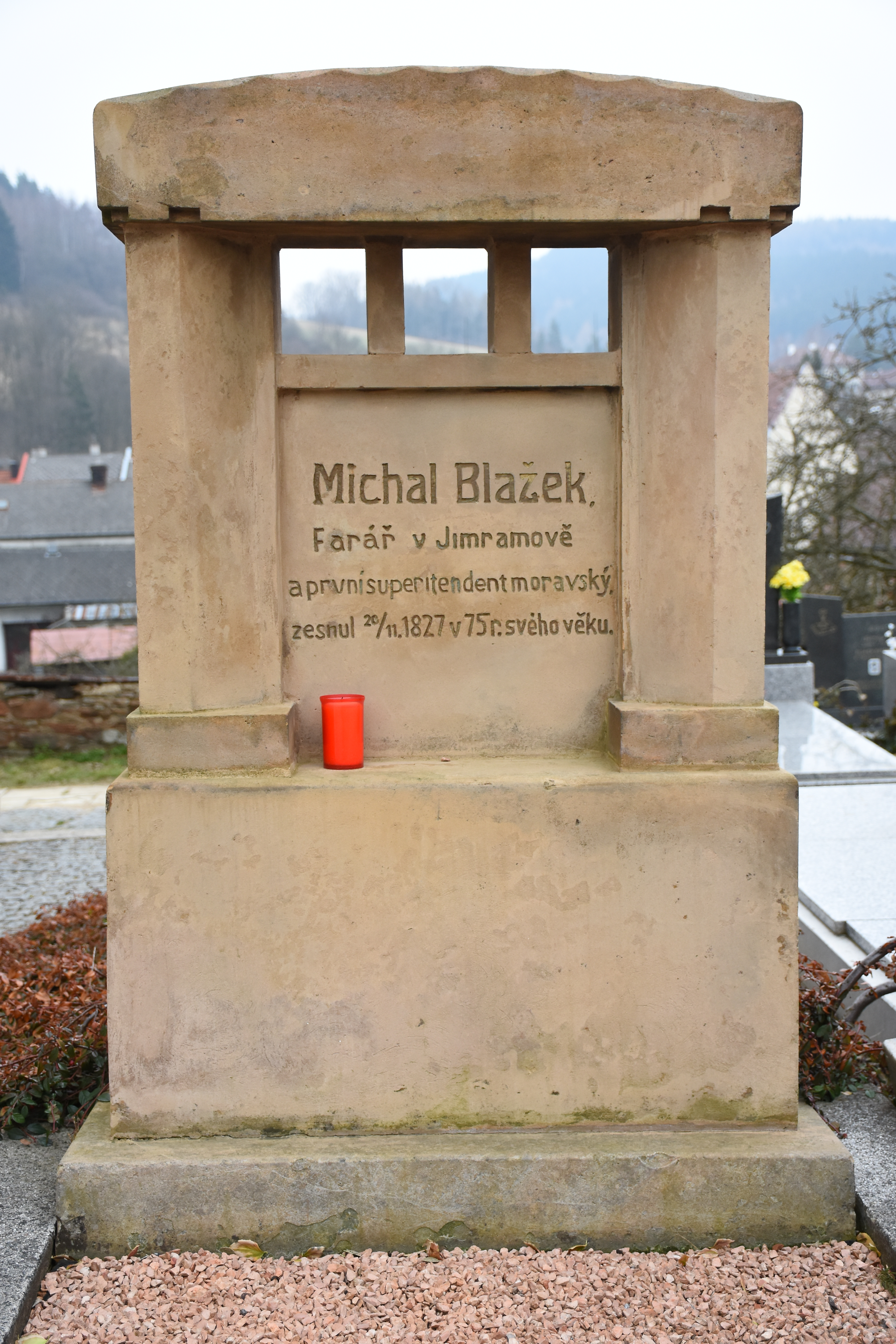
Náhrobek Michala Blažka
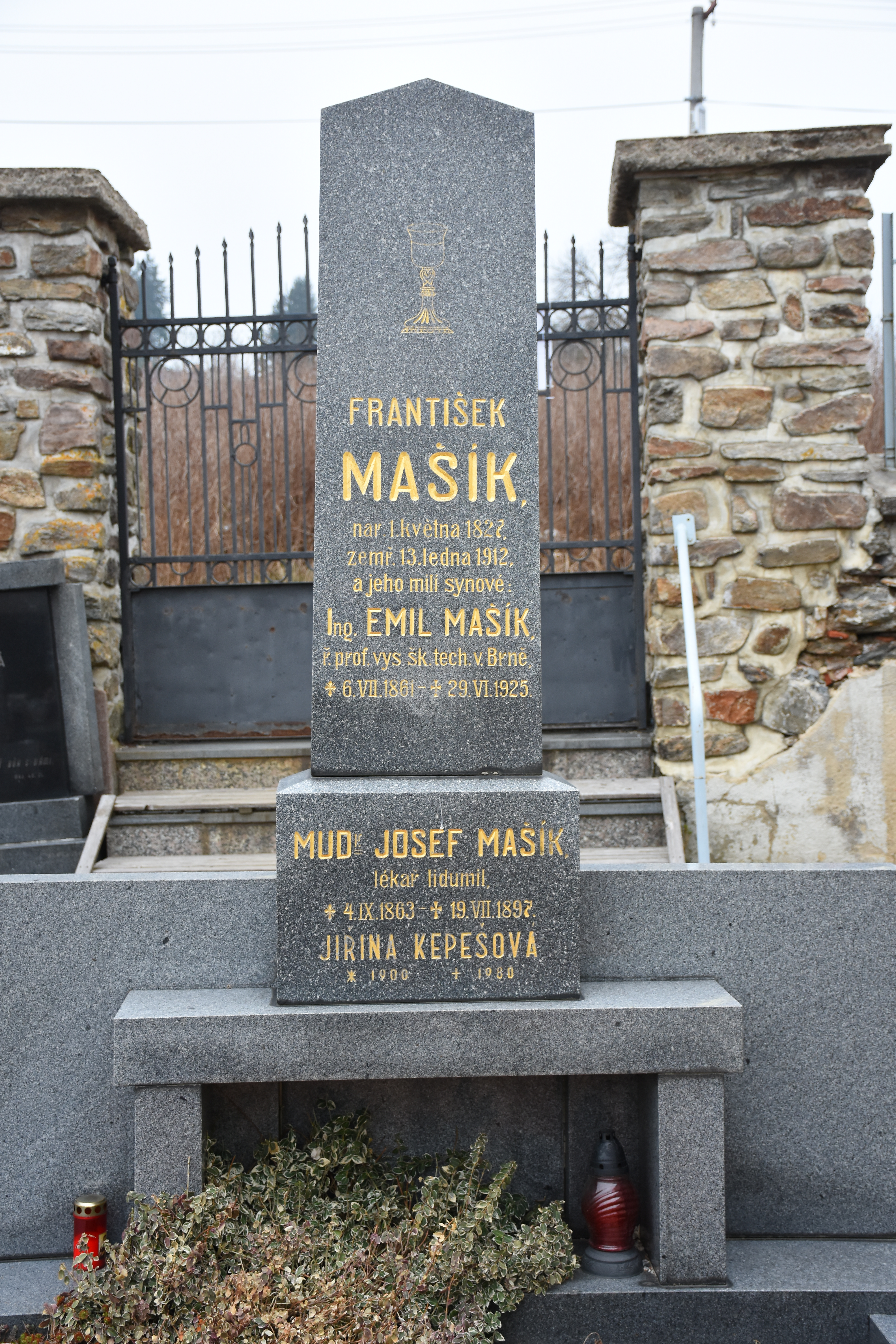
Náhrobek Emila Mašíka
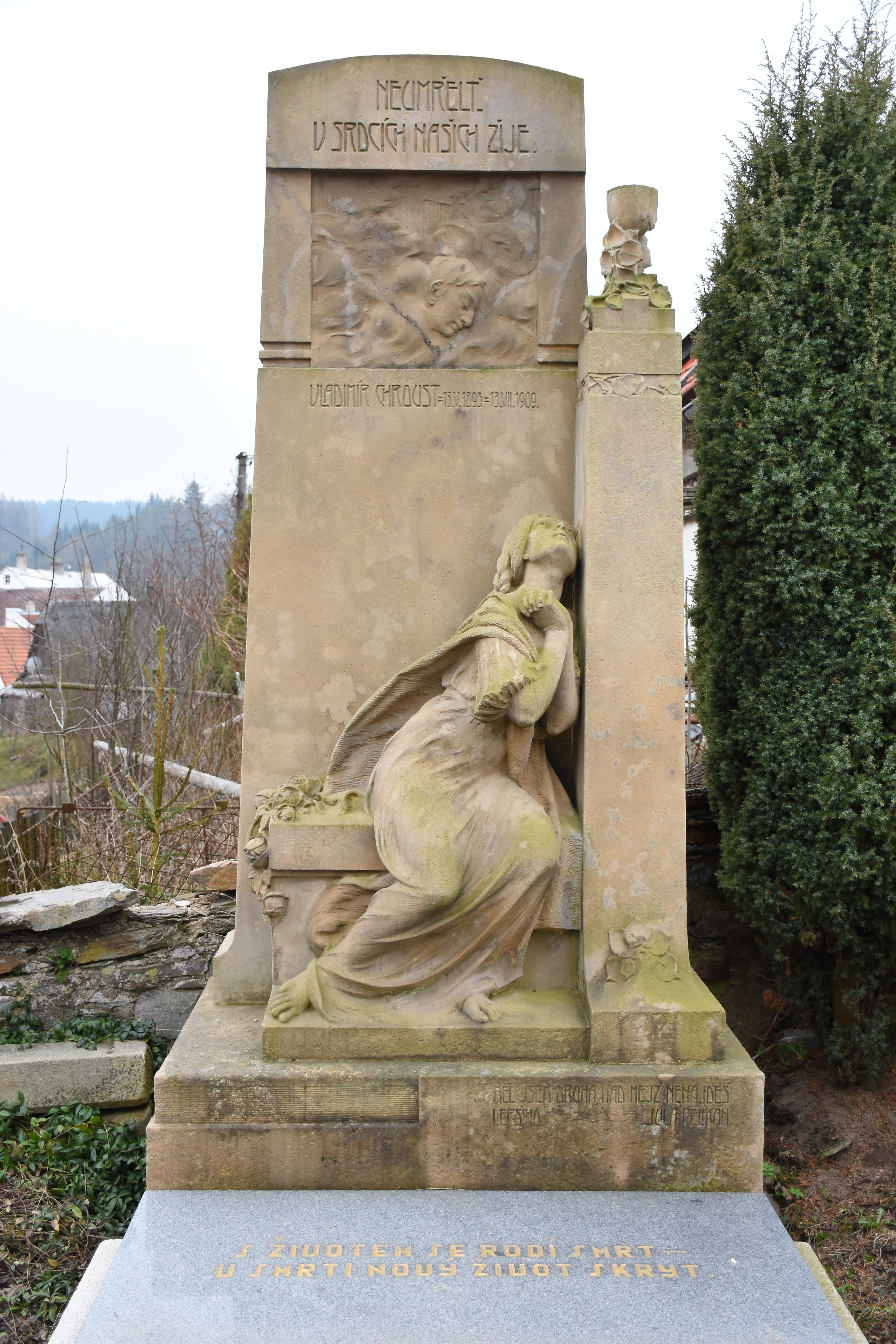
Náhrobek Vladimíra Chrousta